# Alberto Rossi Longhi
Alberto Marchese Rossi Longhi (* 15. Oktober 1895 in Ravenna; † 6. November 1979 in Arcinazzo Romano) war ein italienischer Diplomat.

## Leben
Alberto Rossi Longhi war der Sohn von Amelia Ada Argelli und Giulio Rossi Longhi. Er studierte die Rechtswissenschaften wurde 1918 zum Doktor der Rechte promoviert. 1923 trat er in den auswärtigen Dienst und wurde in Stockholm beschäftigt. Von 1932 bis 1933 war er Botschaftssekretär erster Klasse in Wien. Von 19. Januar 1933 bis 20. Oktober 1936 war er Geschäftsträger in Washington, D.C. Von 1937 bis 1940 war er Generalkonsul in Ottawa.
Von 1940 bis 1941 war er Botschaftsrat in Washington. Von 1942 bis 1944 wurde er im Außenministerium (Italien) in Rom beschäftigt. Von 1944 bis 1946 war er Gesandter in Lissabon. Von 1947 bis 1950 war er Botschafter in Teheran. Von 1950 bis 1954 war er Ständiger Vertreter Italiens bei der NATO und beim Nordatlantikrat. Vom 30. April 1954 bis 22. Januar 1955 war er Botschafter bei Francisco Franco.
1954 wurde er zum Generalsekretär im Außenministerium in Rom ernannt. Im Januar 1958 wurde er durch Adolfo Alessandrini in dieser Funktion abgelöst. Von Januar bis Dezember 1958 war er Botschafter in Paris. 1960 wurde er in den Ruhestand versetzt.

## Ehrungen
- 1956: Großes Verdienstkreuz mit Stern und Schulterband der Bundesrepublik Deutschland